# Знаки почтовой оплаты СССР (1931)
Зна́ки почто́вой опла́ты СССР (1931) — перечень (каталог) знаков почтовой оплаты (почтовых марок), введённых в обращение дирекцией по изданию и экспедированию знаков почтовой оплаты Народного комиссариата почт и телеграфов СССР в 1931 году.
С 15 мая по сентябрь 1931 года было выпущено 29 почтовых марок, в том числе 19 памятных (коммеморативных) и 10 стандартных третьего выпуска (1929—1941).

## Список коммеморативных (памятных) марок
Порядок следования элементов в таблице соответствует номеру по каталогу марок СССР (ЦФА), в скобках приведены номера по каталогу «Михель».
| № по каталогу                        | Изображение | Описание и источники                                        | Номинал   | Дата выпуска      | Тираж   | Художник         |
| ------------------------------------ | ----------- | ----------------------------------------------------------- | --------- | ----------------- | ------- | ---------------- |
| (ЦФА [АО «Марка»] № 368) (Mi #397 C) |             | Дирижаблестроение: дирижабль в полёте                       | 0,10 руб. | 15 мая 1931 года  | 300 000 | Иван Дубасов     |
| (ЦФА [АО «Марка»] № 369) (Mi #398 C) |             | Дирижаблестроение: дирижабль над Днепростроем               | 0,15 руб. | 15 мая 1931 года  | 100 000 | Фёдор Слуцкий    |
| (ЦФА [АО «Марка»] № 370) (Mi #399 C) |             | Дирижаблестроение: дирижабль над Красной площадью           | 0,20 руб. | 15 мая 1931 года  | 300 000 | Николай Алексеев |
| (ЦФА [АО «Марка»] № 371) (Mi #400 C) |             | Дирижаблестроение: дирижабль над земным шаром               | 0,50 руб. | 15 мая 1931 года  | 200 000 | Василий Завьялов |
| (ЦФА [АО «Марка»] № 372) (Mi #401 C) |             | Дирижаблестроение: конструирование дирижабля                | 1,00 руб. | 15 мая 1931 года  | 200 000 | Александр Волков |
| (ЦФА [АО «Марка»] № 373) (Mi #397)   |             | Дирижаблестроение: дирижабль в полёте                       | 0,10 руб. | 31 мая 1931 года  | 300 000 | Иван Дубасов     |
| (ЦФА [АО «Марка»] № 374) (Mi #398)   |             | Дирижаблестроение: дирижабль над Днепростроем               | 0,15 руб. | 31 мая 1931 года  | 100 000 | Фёдор Слуцкий    |
| (ЦФА [АО «Марка»] № 375) (Mi #399)   |             | Дирижаблестроение: дирижабль над Красной площадью           | 0,20 руб. | 31 мая 1931 года  | 300 000 | Николай Алексеев |
| (ЦФА [АО «Марка»] № 376) (Mi #400)   |             | Дирижаблестроение: дирижабль над земным шаром               | 0,50 руб. | 31 мая 1931 года  | 200 000 | Василий Завьялов |
| (ЦФА [АО «Марка»] № 377) (Mi #401)   |             | Дирижаблестроение: конструирование дирижабля                | 1,00 руб. | 31 мая 1931 года  | 200 000 | Александр Волков |
| (ЦФА [АО «Марка»] № 378) (Mi #400)   |             | Дирижаблестроение: дирижабль над земным шаром («Аспидка»)   | 0,50 руб. | 31 мая 1931 года  | 3000    | Василий Завьялов |
| (ЦФА [АО «Марка»] № 379) (Mi #402 B) |             | Авиапочта. Встреча ледокола «Малыгин» с дирижаблем «ЛЦ-127» | 0,30 руб. | 18 июля 1931 года | 200 000 | Иван Дубасов     |
| (ЦФА [АО «Марка»] № 380) (Mi #403 B) |             | Авиапочта. Встреча ледокола «Малыгин» с дирижаблем «ЛЦ-127» | 0,35 руб. | 18 июля 1931 года | 200 000 | Иван Дубасов     |
| (ЦФА [АО «Марка»] № 381) (Mi #404 B) |             | Авиапочта. Встреча ледокола «Малыгин» с дирижаблем «ЛЦ-127» | 1,00 руб. | 18 июля 1931 года | 100 000 | Иван Дубасов     |
| (ЦФА [АО «Марка»] № 382) (Mi #405 B) |             | Авиапочта. Встреча ледокола «Малыгин» с дирижаблем «ЛЦ-127» | 2,00 руб. | 18 июля 1931 года | 200 000 | Иван Дубасов     |
| (ЦФА [АО «Марка»] № 383) (Mi #402)   |             | Авиапочта. Встреча ледокола «Малыгин» с дирижаблем «ЛЦ-127» | 0,30 руб. | 24 июля 1931 года | 200 000 | Иван Дубасов     |
| (ЦФА [АО «Марка»] № 384) (Mi #403)   |             | Авиапочта. Встреча ледокола «Малыгин» с дирижаблем «ЛЦ-127» | 0,35 руб. | 24 июля 1931 года | 200 000 | Иван Дубасов     |
| (ЦФА [АО «Марка»] № 385) (Mi #404)   |             | Авиапочта. Встреча ледокола «Малыгин» с дирижаблем «ЛЦ-127» | 1,00 руб. | 24 июля 1931 года | 100 000 | Иван Дубасов     |
| (ЦФА [АО «Марка»] № 386) (Mi #405)   |             | Авиапочта. Встреча ледокола «Малыгин» с дирижаблем «ЛЦ-127» | 2,00 руб. | 24 июля 1931 года | 100 000 | Иван Дубасов     |

## Третий выпуск стандартных марок (1929—1941)
В 1931 году продолжена эмиссия стандартных почтовых марок третьего стандартного выпуска СССР: в обращение поступили перфорированные марки и без зубцов. Некоторые марки третьего стандартного выпуска  (ЦФА [АО «Марка»] № 314А),  (ЦФА [АО «Марка»] № 318А),  (ЦФА [АО «Марка»] № 320А),  (ЦФА [АО «Марка»] № 321А),  (ЦФА [АО «Марка»] № 323А) и  (ЦФА [АО «Марка»] № 330) поступили в обращение не только с комбинированной гребенчатой зубцовкой 12:12½, но и с линейной зубцовкой 10½. При этом большинство марок с зубцовкой 10½, имеющих хождение на филателистическом рынке, являются фальсификатами, изготовленными из беззубцовых марок выпуска 1931—32 годов.
Порядок следования элементов в таблице соответствует номеру по каталогу марок СССР (ЦФА), в скобках приведены номера по каталогу «Михель».
| № по каталогу                         | Изображение | Описание и источники | Номинал   | Дата выпуска       | Тираж    | Художник                |
| ------------------------------------- | ----------- | -------------------- | --------- | ------------------ | -------- | ----------------------- |
| (ЦФА [АО «Марка»] № 314А) (Mi #365 C) |             | Рабочий              | 0,01 руб. | сентябрь 1931 года | массовый | Александр Волков        |
| (ЦФА [АО «Марка»] № 318А) (Mi #369 C) |             | Красноармеец         | 0,05 руб. | сентябрь 1931 года | массовый | Дмитрий Голядкин        |
| (ЦФА [АО «Марка»] № 320А) (Mi #371 C) |             | Рабочий              | 0,10 руб. | сентябрь 1931 года | массовый | Александр Волков        |
| (ЦФА [АО «Марка»] № 321А) (Mi #378 B) |             | Портрет В. И. Ленина | 0,14 руб. | сентябрь 1931 года | массовый | гравёр Альфред Эберлинг |
| (ЦФА [АО «Марка»] № 323А) (Mi #373 C) |             | Крестьянин           | 0,20 руб. | сентябрь 1931 года | массовый | В. Корзун               |
| (ЦФА [АО «Марка»] № 327) (Mi #377 A)  |             | Крестьянин           | 0,80 руб. | сентябрь 1931 года | массовый | Ольга Амосова В. Корзун |
| (ЦФА [АО «Марка»] № 331) (Mi #365 B)  |             | Рабочий              | 0,01 руб. | сентябрь 1931 года | массовый | Александр Волков        |
| (ЦФА [АО «Марка»] № 332) (Mi #366 B)  |             | Работница            | 0,02 руб. | сентябрь 1931 года | массовый | Дмитрий Голядкин        |
| (ЦФА [АО «Марка»] № 333) (Mi #367 B)  |             | Крестьянин           | 0,03 руб. | июнь 1931 года     | массовый | Ольга Амосова           |
| (ЦФА [АО «Марка»] № 335) (Mi #369 B)  |             | Красноармеец         | 0,05 руб. | июнь 1931 года     | массовый | Дмитрий Голядкин        |

## Комментарии
1. ↑  Коммеморативные марки — обобщённое название специальных художественных (памятных, юбилейных и других) почтовых марок. Для упрощения терминологии в случаях, когда требуется лишь подчеркнуть, что данная марка не является общеупотребляемой (то есть стандартной), под термином «коммеморативная марка» подразумевают, кроме перечисленных выше, также тематические (рисунки которых, посвящены определённой теме коллекционирования) марки. Также все упомянутые марки, объединённые термином «коммеморативная», имеют общую черту: как правило, такие марки изготовляются на высоком полиграфическом уровне[4].
2. ↑  Ниже приведён перечень памятных художественных марок (с возможностью сортировки по номиналу, тиражу и дате введения в обращение).
3. ↑  Дирижаблестроение в СССР: дирижабль в полёте. Фиолетовая. Печать глубокая на бумаге с водяным знаком «ковер», без зубцов, 100 (10×10) экземпляров на марочных листах[1][2][9].
4. ↑  Тираж марки  (ЦФА [АО «Марка»] № 368)  (Mi #397 C) — 300 тыс. экземпляров[2][9].
5. ↑  Дирижаблестроение в СССР: дирижабль над Днепростроем. Сине-серая. Литография на бумаге с водяным знаком «ковер», без зубцов, 75 (5×15) экземпляров на марочных листах[1][2][9].
6. ↑  Тираж марки  (ЦФА [АО «Марка»] № 369)  (Mi #398 C) — 100 тыс. экземпляров[2][9].
7. ↑  Дирижаблестроение в СССР: дирижабль над Красной площадью. Красная. Автотипия на бумаге с водяным знаком «ковер», без зубцов, 100 (10×10) экземпляров на марочных листах[1][2][9].
8. ↑  Тираж марки  (ЦФА [АО «Марка»] № 370)  (Mi #399 C) — 300 тыс. экземпляров[2][9].
9. ↑  Дирижаблестроение в СССР: дирижабль над земным шаром. Тёмно-коричневая. Фототипия на бумаге с водяным знаком «ковер», без зубцов, 75 (5×15) экземпляров на марочных листах[1][2][9].
10. ↑  Тираж марки  (ЦФА [АО «Марка»] № 371)  (Mi #400 C) — 200 тыс. экземпляров[2][9].
11. ↑  Дирижаблестроение в СССР: конструирование дирижабля. Тёмно-зелёная. Печать глубокая на бумаге с водяным знаком «ковер», без зубцов, 100 (10×10) экземпляров на марочных листах[1][2][9].
12. ↑  Тираж марки  (ЦФА [АО «Марка»] № 372)  (Mi #401 C) — 200 тыс. экземпляров[2][9].
13. ↑  Дирижаблестроение в СССР: дирижабль в полёте. Фиолетовая. Печать глубокая на бумаге с водяным знаком «ковер», перфорирована:  (ЦФА [АО «Марка»] № 373)  (Mi #397 A) — линейная зубцовка 12½ (на каждые 2 сантиметра края марки приходится 12½ зубцов),  (ЦФА [АО «Марка»] № 373А)  (Mi #397 D) — гребенчатая 12:12½, 100 (10×10) экземпляров на марочных листах[1][2][9].
14. ↑  Суммарный тираж вариантов марок  (ЦФА [АО «Марка»] № 373) и  (ЦФА [АО «Марка»] № 373А) — 300 тыс. экземпляров[2][9].
15. ↑  Дирижаблестроение в СССР: дирижабль над Днепростроем. Сине-серая. Литография на бумаге с водяным знаком «ковер», перфорирована:  (ЦФА [АО «Марка»] № 374)  (Mi #398 A) — линейная зубцовка 12½ (на каждые 2 сантиметра края марки приходится 12½ зубцов),  (ЦФА [АО «Марка»] № 374А)  (Mi #398 D) — гребенчатая 12:12½, 75 (5×15) экземпляров на марочных листах[1][2][9].
16. ↑  Суммарный тираж вариантов марок  (ЦФА [АО «Марка»] № 374) и  (ЦФА [АО «Марка»] № 374А) — 100 тыс. экземпляров[2][9].
17. ↑  Дирижаблестроение в СССР: дирижабль над Красной площадью. Красная. Автотипия на бумаге с водяным знаком «ковер», перфорирована:  (ЦФА [АО «Марка»] № 375)  (Mi #399 A) — линейная зубцовка 12½ (на каждые 2 сантиметра края марки приходится 12½ зубцов),  (ЦФА [АО «Марка»] № 375А)  (Mi #399 D) — гребенчатая 12:12½, 100 (10×10) экземпляров на марочных листах[1][2][9].
18. ↑  Суммарный тираж вариантов марок  (ЦФА [АО «Марка»] № 375) и  (ЦФА [АО «Марка»] № 375А) — 300 тыс. экземпляров[2][9].
19. ↑  Дирижаблестроение в СССР: дирижабль над земным шаром. Тёмно-коричневая. Фототипия на бумаге с водяным знаком «ковер», перфорирована:  (ЦФА [АО «Марка»] № 376)  (Mi #400 A) — линейная зубцовка 12½ (на каждые 2 сантиметра края марки приходится 12½ зубцов),  (ЦФА [АО «Марка»] № 376А)  (Mi #400 D) — гребенчатая 12:12½, 75 (5×15) экземпляров на марочных листах[1][2][9].
20. ↑  Суммарный тираж вариантов марок  (ЦФА [АО «Марка»] № 376) и  (ЦФА [АО «Марка»] № 376А) — 200 тыс. экземпляров[2][9].
21. ↑  Дирижаблестроение в СССР: конструирование дирижабля. Тёмно-зелёная. Печать глубокая на бумаге с водяным знаком «ковер», перфорирована:  (ЦФА [АО «Марка»] № 377)  (Mi #401 A) — линейная зубцовка 12½ (на каждые 2 сантиметра края марки приходится 12½ зубцов),  (ЦФА [АО «Марка»] № 377А)  (Mi #401 D) — гребенчатая 12:12½, 100 (10×10) экземпляров на марочных листах[1][2][9].
22. ↑  Суммарный тираж вариантов марок  (ЦФА [АО «Марка»] № 377) и  (ЦФА [АО «Марка»] № 377А) — 200 тыс. экземпляров[2][9].
23. ↑  Дирижаблестроение в СССР: дирижабль над земным шаром. Аспидно-синяя, «Аспидка» — повторяет рисунок марки  (ЦФА [АО «Марка»] № 376), однако при изготовлении небольшая часть тиража, в количестве 3 тысяч штук, была отпечатана в другом цвете — чёрно-синей (аспидной) краской. Это одна из редких советских почтовых марок[10]. Фототипия на бумаге с водяным знаком «ковер», перфорирована: гребенчатая зубцовка 10½:12 (на каждые 2 сантиметра края марки приходится 10½:12 зубцов), 75 (5×15) экземпляров на марочных листах[1][11][9].
24. ↑  Авиапочта. Арктический рейд ледокола «Малыгин»: встреча ледокола с дирижаблем «ЛЦ-127». Тёмно-лиловая. Фототипия на бумаге с водяным знаком «ковер», без зубцов, 100 (10×10) экземпляров на марочных листах[1][11][12].
25. ↑  Авиапочта. Арктический рейд ледокола «Малыгин»: встреча ледокола с дирижаблем «ЛЦ-127». Зелёная. Фототипия на бумаге с водяным знаком «ковер», без зубцов, 100 (10×10) экземпляров на марочных листах[1][11][12].
26. ↑  Авиапочта. Арктический рейд ледокола «Малыгин»: встреча ледокола с дирижаблем «ЛЦ-127». Тёмно-серая. Фототипия на бумаге с водяным знаком «ковер», без зубцов, 100 (10×10) экземпляров на марочных листах[1][11][12].
27. ↑  Авиапочта. Арктический рейд ледокола «Малыгин»: встреча ледокола с дирижаблем «ЛЦ-127». Тёмно-синяя. Фототипия на бумаге с водяным знаком «ковер», без зубцов, 100 (10×10) экземпляров на марочных листах[1][11][12].
28. ↑  Авиапочта. Арктический рейд ледокола «Малыгин»: встреча ледокола с дирижаблем «ЛЦ-127». Тёмно-лиловая. Фототипия на бумаге с водяным знаком «ковер», перфорирована:  (ЦФА [АО «Марка»] № 383)  (Mi #402 A) — линейная зубцовка 12½ (на каждые 2 сантиметра края марки приходится 12½ зубцов),  (ЦФА [АО «Марка»] № 383А)  (Mi #402 C) — гребенчатая 12:12½, 100 (10×10) экземпляров на марочных листах[1][11][12].
29. ↑  Суммарный тираж вариантов марок  (ЦФА [АО «Марка»] № 383) и  (ЦФА [АО «Марка»] № 383А) — 200 тыс. экземпляров[11][12].
30. ↑  Авиапочта. Арктический рейд ледокола «Малыгин»: встреча ледокола с дирижаблем «ЛЦ-127». Зелёная. Фототипия на бумаге с водяным знаком «ковер», перфорирована:  (ЦФА [АО «Марка»] № 384)  (Mi #403 A) — линейная зубцовка 12½ (на каждые 2 сантиметра края марки приходится 12½ зубцов),  (ЦФА [АО «Марка»] № 384А)  (Mi #403 C) — гребенчатая 12:12½, 100 (10×10) экземпляров на марочных листах[1][11][12].
31. ↑  Суммарный тираж вариантов марок  (ЦФА [АО «Марка»] № 384) и  (ЦФА [АО «Марка»] № 384А) — 200 тыс. экземпляров[11][12].
32. ↑  Авиапочта. Арктический рейд ледокола «Малыгин»: встреча ледокола с дирижаблем «ЛЦ-127». Тёмно-серая. Фототипия на бумаге с водяным знаком «ковер», перфорирована:  (ЦФА [АО «Марка»] № 385)  (Mi #404 A) — линейная зубцовка 12½ (на каждые 2 сантиметра края марки приходится 12½ зубцов),  (ЦФА [АО «Марка»] № 385А)  (Mi #404 C) — гребенчатая 12:12½, 100 (10×10) экземпляров на марочных листах[1][11][12].
33. ↑  Суммарный тираж вариантов марок  (ЦФА [АО «Марка»] № 385) и  (ЦФА [АО «Марка»] № 385А) — 100 тыс. экземпляров[11][12].
34. ↑  Авиапочта. Арктический рейд ледокола «Малыгин»: встреча ледокола с дирижаблем «ЛЦ-127». Тёмно-синяя. Фототипия на бумаге с водяным знаком «ковер», перфорирована:  (ЦФА [АО «Марка»] № 386)  (Mi #405 A) — линейная зубцовка 12½ (на каждые 2 сантиметра края марки приходится 12½ зубцов),  (ЦФА [АО «Марка»] № 386А)  (Mi #405 C) — гребенчатая 12:12½, 100 (10×10) экземпляров на марочных листах[1][11][12].
35. ↑  Суммарный тираж вариантов марок  (ЦФА [АО «Марка»] № 386) и  (ЦФА [АО «Марка»] № 386А) — 100 тыс. экземпляров[11][12].
36. ↑  Ниже приведён перечень стандартных марок (с возможностью сортировки по номиналу, тиражу и дате введения в обращение).
37. ↑  Рабочий, жёлто-оранжевая. Печать типографская на бумаге с водяным знаком «ковёр», перфорирована: линейная зубцовка 10½ (на каждые 2 сантиметра края марки приходится 10½ зубцов), 100 (10×10) экземпляров на марочных листах[1][5][15].
38. ↑  Красноармеец, красно-коричневая. Печать типографская на бумаге с водяным знаком «ковёр», перфорирована: линейная зубцовка 10½ (на каждые 2 сантиметра края марки приходится 10½ зубцов), 100 (10×10) экземпляров на марочных листах[1][5][15].
39. ↑  Рабочий, оливковая. Печать типографская на бумаге с водяным знаком «ковёр», перфорирована: линейная зубцовка 10½ (на каждые 2 сантиметра края марки приходится 10½ зубцов), 100 (10×10) экземпляров на марочных листах[1][5][15].
40. ↑  Портрет В. И. Ленина, тёмно-синяя. Печать типографская на мелованной бумаге без водяного знака, перфорирована: линейная зубцовка 10½ (на каждые 2 сантиметра края марки приходится 10½ зубцов), 100 (10×10) экземпляров на марочных листах[1][5][17].
41. ↑  Крестьянин, зелёная. Печать типографская на бумаге с водяным знаком «ковёр», перфорирована: линейная зубцовка 10½ (на каждые 2 сантиметра края марки приходится 10½ зубцов), 100 (10×10) экземпляров на марочных листах[1][5][15].
42. ↑  Крестьянин, красно-коричневая. Печать типографская на бумаге с водяным знаком «ковер», перфорирована: гребенчатая зубцовка 12:12½ (на каждые 2 сантиметра края марки приходится 12:12½ зубцов), 100 (10×10) экземпляров на марочных листах[1][5][17].
43. ↑  Рабочий, жёлто-оранжевая. Печать типографская на бумаге с водяным знаком «ковёр», без зубцов, 100 (10×10) экземпляров на марочных листах[1][5][15].
44. ↑  Работница, ярко-зелёная. Печать типографская на бумаге с водяным знаком «ковёр», без зубцов, 100 (10×10) экземпляров на марочных листах[1][5][15].
45. ↑  Крестьянин, голубая. Печать типографская на бумаге с водяным знаком «ковёр», без зубцов, 100 (10×10) экземпляров на марочных листах[1][5][15].
46. ↑  Красноармеец, кирпично-красная. Печать типографская на бумаге с водяным знаком «ковёр», без зубцов, 100 (10×10) экземпляров на марочных листах[1][5][15].